# Sassari–Cagliari
Sassari–Cagliari var ett italienskt endagslopp i landsvägscykling som avhöll årligen (med några få undantag) från 1948 till 1983 från Sassari till Cagliari, Sardiniens två största städer. 1951, 1980 och 1982 gick det i omvänd riktning och kallades Cagliari–Sassari. Dessutom kallades det GP Alghero från 1965 till 1967 och Monte Urpino 1975. Det hölls vanligen i februari/mars en eller två dagar efter etapploppet Giro di Sardegna och 1961 ingick Sassari–Cagliari som avslutande etapp (vunnen av Rik Van Looy) i detta och avhölls inte separat. Loppet återuppväcktes 2010 som Classica Sarda, vilket inkluderades i UCI Europe Tour klassificerat som 1.1, men lades ner efter två år.

## Podieplaceringar
| År   | Vinnare                                  | Tvåa                                     | Trea                                     |
| 1948 | Adolfo Leoni                             | Luciano Maggini                          | Giovanni Corrieri                        |
| 1949 | Italo De Zan                             | Vincenzo Rossello                        | Marcello Paolieri                        |
| 1950 | ej avhållet                              | ej avhållet                              | ej avhållet                              |
| 1951 | Renzo Soldani                            | Gino Bartali                             | Giancarlo Astrua                         |
| 1952 | Giovanni Corrieri                        | Mario Baroni                             | Danilo Barozzi                           |
| 1953 | Fiorenzo Magni                           | Giuseppe Minardi                         | Giovanni Corrieri                        |
| 1954 | Hugo Koblet                              | Stefano Gaggero                          | Remo Bartalini                           |
| 1955 | Donato Piazza                            | Vincenzo Zucconelli                      | Bruno Monti                              |
| 1956 | Nello Fabbri                             | Giuseppe Pintarelli                      | Bruno Monti                              |
| 1957 | Fred De Bruyne                           | Rik Van Looy                             | Guido Boni                               |
| 1958 | ej avhållet                              | ej avhållet                              | ej avhållet                              |
| 1959 | Edgard Sorgeloos                         | Vito Favero                              | Guido Carlesi                            |
| 1960 | Miguel Poblet                            | Rik Van Looy                             | Rino Benedetti                           |
| 1961 | avhållet som etapp 4 av Giro di Sardegna | avhållet som etapp 4 av Giro di Sardegna | avhållet som etapp 4 av Giro di Sardegna |
| 1962 | Guido Carlesi                            | Livio Trapè                              | Franco Magnani                           |
| 1963 | Battista Babini                          | Antonio Suárez                           | Luigi Mele                               |
| 1964 | Edgard Sorgeloos                         | Antonio Suárez                           | Guido Carlesi                            |
| 1965 | Rik Van Looy                             | Edward Sels                              | Jean Graczyk                             |
| 1966 | Pasquale Fabbri                          | Gampiero Macchi                          | Adriano Durante                          |
| 1967 | Robert Lelangue                          | Henri De Wolf                            | Evert Dolman                             |
| 1968 | Franco Bitossi                           | Jos van der Vleuten (DSQ)                | Eddy Merckx                              |
| 1969 | Vittorio Adorni                          | Giuseppe Milioli                         | Luigi Sgarbozza                          |
| 1970 | Rudi Altig                               | Attilio Rota                             | Giacinto Santambrogio                    |
| 1971 | Albert Van Vlierberghe                   | Guido Reybrouck                          | Patrick Sercu                            |
| 1972 | Giancarlo Polidori                       | Romano Tumellero                         | Patrick Sercu                            |
| 1973 | Patrick Sercu                            | Marino Basso                             | Franco Ongarato                          |
| 1974 | Giancarlo Polidori                       | Wilmo Francioni                          | Joseph Bruyère                           |
| 1975 | Eddy Merckx                              | Gianbattista Baronchelli                 | Roland Salm                              |
| 1976 | Roger De Vlaeminck                       | Franco Bitossi                           | Gary Clively                             |
| 1977 | Ercole Gualazzini                        | Pierino Gavazzi                          | Felice Gimondi                           |
| 1978 | Roger De Vlaeminck                       | Giuseppe Martinelli                      | Franco Bitossi                           |
| 1979 | ej avhållet                              | ej avhållet                              | ej avhållet                              |
| 1980 | Serge Parsani                            | Claudio Torelli                          | Carmelo Barone                           |
| 1981 | ej avhållet                              | ej avhållet                              | ej avhållet                              |
| 1982 | Alfons De Wolf                           | Pierangelo Bincoletto                    | Giovanni Mantovani                       |
| 1983 | Giuseppe Saronni                         | Giovanni Mantovani                       | Frits Pirard                             |

### Classica Sarda
| År   | Vinnare           | Tvåa           | Trea              |
| 2010 | Giovanni Visconti | Fabio Sabatini | Geoffroy Lequatre |
| 2011 | Pavel Brutt       | Emanuele Sella | Peter Sagan       |